# Danilo D’Ambrosio
Danilo D’Ambrosio (ur. 9 września 1988 w Neapolu) – włoski piłkarz występujący na pozycji obrońcy we włoskim klubie AC Monza oraz w reprezentacji Włoch.

## Kariera
D’Ambrosio rozpoczął karierę w Salernitanie, skąd latem 2005 roku przeniósł się do Fiorentiny. Po dwóch latach włączono go do kadry pierwszego zespołu, nie zdołał jednak w nim zadebiutować i w połowie sezonu 2007/08 odszedł do Potenzy. Następnie występował w Juve Stabia, zaś na początku 2010 roku został zawodnikiem Torino FC. Z klubem tym wywalczył awans do Serie A. 30 stycznia 2014 roku podpisał 4,5-letni kontrakt z Interem Mediolan. 